# Flugplatz Aquino

i7
i11
i13
Der Flugplatz Aquino (it.: Aeroporto di Aquino, ICAO-Code: LIAQ) befindet sich in der italienischen Region Latium, rund 117 km südöstlich von Rom, bei der Kleinstadt Aquino.

## Infrastruktur und Nutzung
Der rund 1,5 Kilometer östlich von Aquino zwischen der Autobahn A1 im Süden und der Bahnstrecke Rom–Cassino–Neapel im Norden gelegene Flugplatz hat eine 950 Meter lange Graspiste (15/33). Im Norden des Flugplatzgeländes befinden sich kleinere Abfertigungseinrichtungen, Hangars und asphaltierte oder betonierte Vorfelder. Um das elliptische Flugfeld führt eine Straße mit Anbindung an die umliegenden Gemeinde-, Regional- und Fernstraßen. Der Bahnhof Piedimonte-Villa Santa Lucia-Aquino ist zu Fuß in etwa fünf Minuten zu erreichen.
Der Flugplatz dient in erster Linie der Allgemeinen Luftfahrt. Betrieben wird er seit 2022 von der staatlichen ENAC Servizi.

## Geschichte
Der Flugplatz wurde 1926 eröffnet und 1937 zu einem Militärflugplatz um- und ausgebaut. Bis Ende 1942 nutzte ihn die italienische Luftwaffe vorwiegend zur Pilotenausbildung. Im Jahr 1943 wurde der Flugplatz hauptsächlich vom deutschen Militär genutzt, insbesondere für Transportflüge nach Tunesien und Sizilien. Der Flugplatz war im Juli und Oktober 1943 Ziel von alliierten Luftangriffen. Wegen des alliierten Vormarsches wurde er noch im Oktober 1943 aufgegeben.
Nach dem Krieg blieb der Flugplatz unter der Kontrolle der italienischen Luftwaffe, die ihn am 20. Februar 1971 der zivilen Luftfahrtverwaltung übergab. Bis 1995 wurde der Flugplatz vom Aeroclub della Ciociaria betrieben, die dort verschiedene Luftsportveranstaltungen ausrichtete. Im Jahr 1995 geriet der Aeroclub in finanzielle Schwierigkeiten, weswegen der Flugplatz geschlossen wurde. Im Jahr 2005 erhielt das Unternehmen Human Flight Dimension von der Luftfahrtbehörde ENAC eine Betriebskonzession, richtete den verwahrlosten Flugplatz wieder her und gründete vor Ort eine Flugschule. Von Bedeutung war auch die Fallschirmsprungausbildung. Im April 2022 übernahm die staatliche ENAC Servizi den zwischenzeitlich nochmals geschlossenen Flugplatz.